# Harcerska specjalność wodna
Harcerska specjalność wodna i żeglarska - specjalistyczna działalność organizacji harcerskich, związana z:
- turystyką kajakową,
- żeglarstwem,
- jachtingiem,
- motorowodniactwem,
- wychowaniem morskim, na wielu poziomach wiedzy i umiejętności,
- nurkowaniem.
- ratownictwem wodnym

Stanowi ofertę programową dla każdej grupy metodycznej w harcerstwie.
Harcerze-wodniacy posiadają umundurowanie zbliżone krojem i kolorem do umundurowania marynarzy oraz oznaczenia harcerskie, żeglarskie i środowiskowe (określające przynależność do konkretnej drużyny, szczepu, hufca).

## Związek Harcerstwa Polskiego
ZHP dysponuje kadrą, bazami wodniackimi i jednostkami pływającymi m.in. pełnomorskim jachtem Zawisza Czarny.
Koordynacją oraz wspieraniem działalności wodniackiej i żeglarskiej w ZHP zajmuje się Wydział Wychowania Wodnego (dawniej Kierownictwo Drużyn Wodnych i Żeglarskich) Głównej Kwatery ZHP. Na poziomie chorągwi rolę taką pełnią piloci chorągwi, a na poziomie hufca (o ile istnieje prężne środowisko wodniackie) sztorman lub retman.

## Związek Harcerstwa Rzeczypospolitej
W ZHR działa Wydział Wychowania Wodnego. Informacje o nim dostępne są na stronie https://wodniacy.zhr.pl/ oraz na portalach społecznościowych (Facebook, Instagram).